# Яжень
Яжень (пол. Jarzeń, нім. Arnstein) — село в Польщі, у гміні Лельково Браневського повіту Вармінсько-Мазурського воєводства.
Населення — 82 особи (2011).
У 1975-1998 роках село належало до Ельблонзького воєводства.

## Демографія
Демографічна структура станом на 31 березня 2011 року:
|          | Загалом | Допрацездатний вік | Працездатний вік | Постпрацездатний вік |
| -------- | ------- | ------------------ | ---------------- | -------------------- |
| Чоловіки | 33      | 3                  | 26               | 4                    |
| Жінки    | 49      | 9                  | 26               | 14                   |
| Разом    | 82      | 12                 | 52               | 18                   |